# Jan Filip Libicki
Jan Filip Libicki (Poznań; 17 de Janeiro de 1971 — ) é um político da Polónia. Ele foi eleito para a Sejm em 25 de Setembro de 2005 com 17503 votos em 39 no distrito de Poznań, candidato pelas listas do partido Plataforma Cívica.